# بوب برادي (لاعب كرة قاعدة)
بوب برادي (بالإنجليزية: Bob Brady)‏ هو لاعب كرة قاعدة أمريكي، ولد في 8 نوفمبر 1922 في لويستاون في الولايات المتحدة، وتوفي في 22 أبريل 1996 في مانشستر في الولايات المتحدة.

## وصلات خارجية
- بوب برادي على موقعبيزبول رفرنس.كوم (الدوري الرئيسي) (الإنجليزية)
- بوب برادي على موقعبيزبول رفرنس.كوم (الدوري الثانوي) (الإنجليزية)